# Тесленко Олександр Миколайович

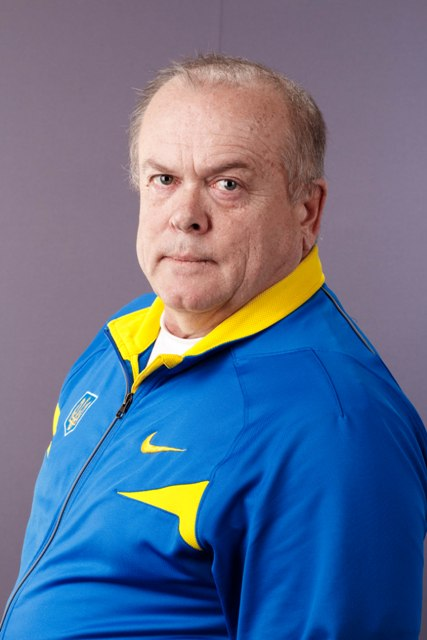
Тесленко Олександр Миколайович

Тесленко Олександр Миколайович (Народився 14.08.1955 р. в м. Лозова, Харківська обл.)  — український тренер з легкої атлетики. Підготував понад 15 майстрів спорту, чемпіонів і рекордсменів України і міжнародних змагань.
Навчався з 1973 по 1977 р. в Київському державному інституті фізичної культури. Спортивний факультет.
З 1977 р. почав тренерську кар'єру в ДЮСШ СК «Зірка», тренером відділення легкої атлетики.

## Тренерська робота

### Підготував
- Грабар (Підкопайло) Наталія — майстер спорту Радянського Союзу[2], учасник Чемпіонату Світу та Європи(1988 р. Німеччина). Рекордсменка Радянського Союзу в естафеті 4×400 м. Триразова чемпіонка Радянського Союзу (Ленінград,1986-88р.), переможниця матчевої зустрічі Україна-Румунія(Бухарест, 1988 р.) та СРСР-ГДР(1986 р. Німеччина)[3].

- Опря (Іванова) Марія[4] — майстер спорту України, учасниця Кубку Європи (м. Мюнхен, 2007 р.)з бігу на 400 м з бар'єрами (5-е місце)[5]. Семиразова призерка Чемпіонату України з бар'єрного бігу.

- Тесленко (Сміляк) Олена — майстер спорту Радянського Союзу, бронзовий призер Чемпіонату Радянського Союзу (Ленінград, 1988 р.), срібний призер Чемпіонату України (Житомир, 1991 р.).

- Денис Тесленко — двічі срібний призер чемпіонату України на дистанції 400 м з бар'єрами та в естафеті 4 по 400 метрів[6].

## Особисте
Одружений, син — український легкоатлет Денис Тесленко.